# Teodosie Bujniță
Teodosie Bujniță (n. 15 august 1881 – d.n.), deputat în Sfatul Țării de la Chișinău (Parlamentul Basarabean).

## Biografie
S-a născut în comuna Negureni, județul Orhei.
A fost primul președinte al Comitetului  Executiv Țărănesc din Basarabia.
Delegat în Sfatul Țării, înaintat de către Comitetul Executiv Regional al Consiliului Delegaților Țărani.
Deputat în Sfatul Țării în perioada 27.11.1917 – 28.12.1917
A deținut diverse funcții:
Ajutor de comisar de Orhei
Director de prefectură la Orhei
Ajutor de subprefect(pretor) la Telenești și Criuleni
Membru în Consiliul de administrație al federației Orhei
Membru al Comitetului școlar județean Orhei
Președinte al Comitetului Școlar din Negureni
A organizat o bancă populară în Negreni
A organizat o cooperativă de consum în Negreni

## Activitatea politică
S-a născut în comuna Negureni, județul Orhei.
A fost primul președinte al Comitetului  Executiv Țărănesc din Basarabia.
Delegat în Sfatul Țării, înaintat de către Comitetul Executiv Regional al Consiliului Delegaților Țărani.
Deputat în Sfatul Țării în perioada 27.11.1917 – 28.12.1917
A deținut diverse funcții:
Ajutor de comisar de Orhei
Director de prefectură la Orhei
Ajutor de subprefect(pretor) la Telenești și Criuleni
Membru în Consiliul de administrație al federației Orhei
Membru al Comitetului școlar județean Orhei
Președinte al Comitetului Școlar din Negureni
A organizat o bancă populară în Negreni
A organizat o cooperativă de consum în Negreni

## Recunoașteri
Distins cu Medalia „Ferdinand I”, Meritul Cultural, Serviciul Credincios